# 動く馬

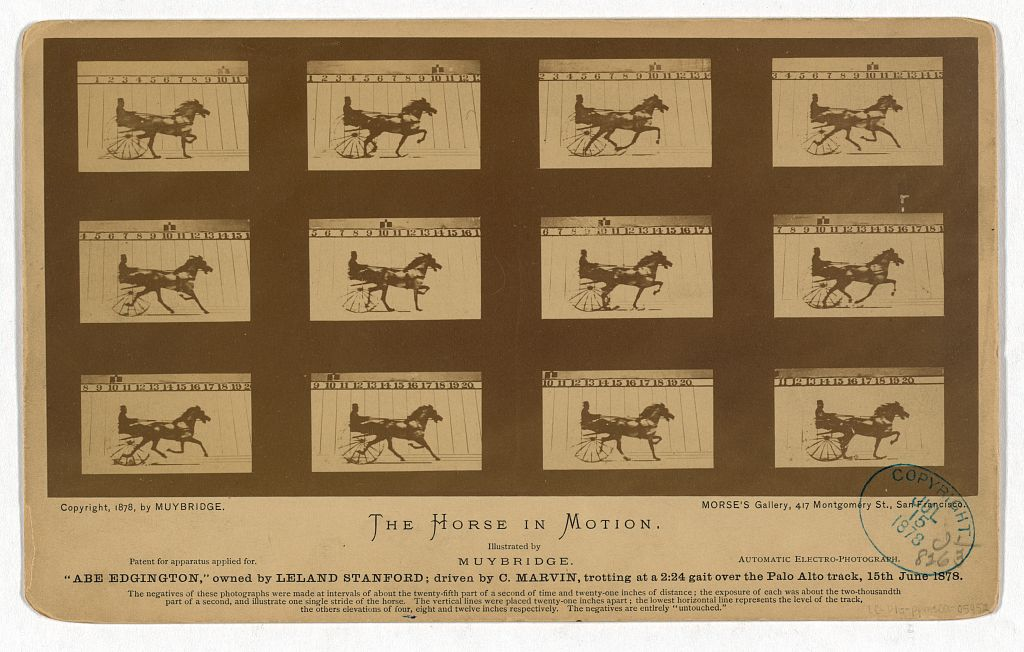
"Abe Edgington," owned by Leland Stanford; driven by C. Marvin, trotting at a 2-24 gait over the Palo Alto track, 15th June, 1878

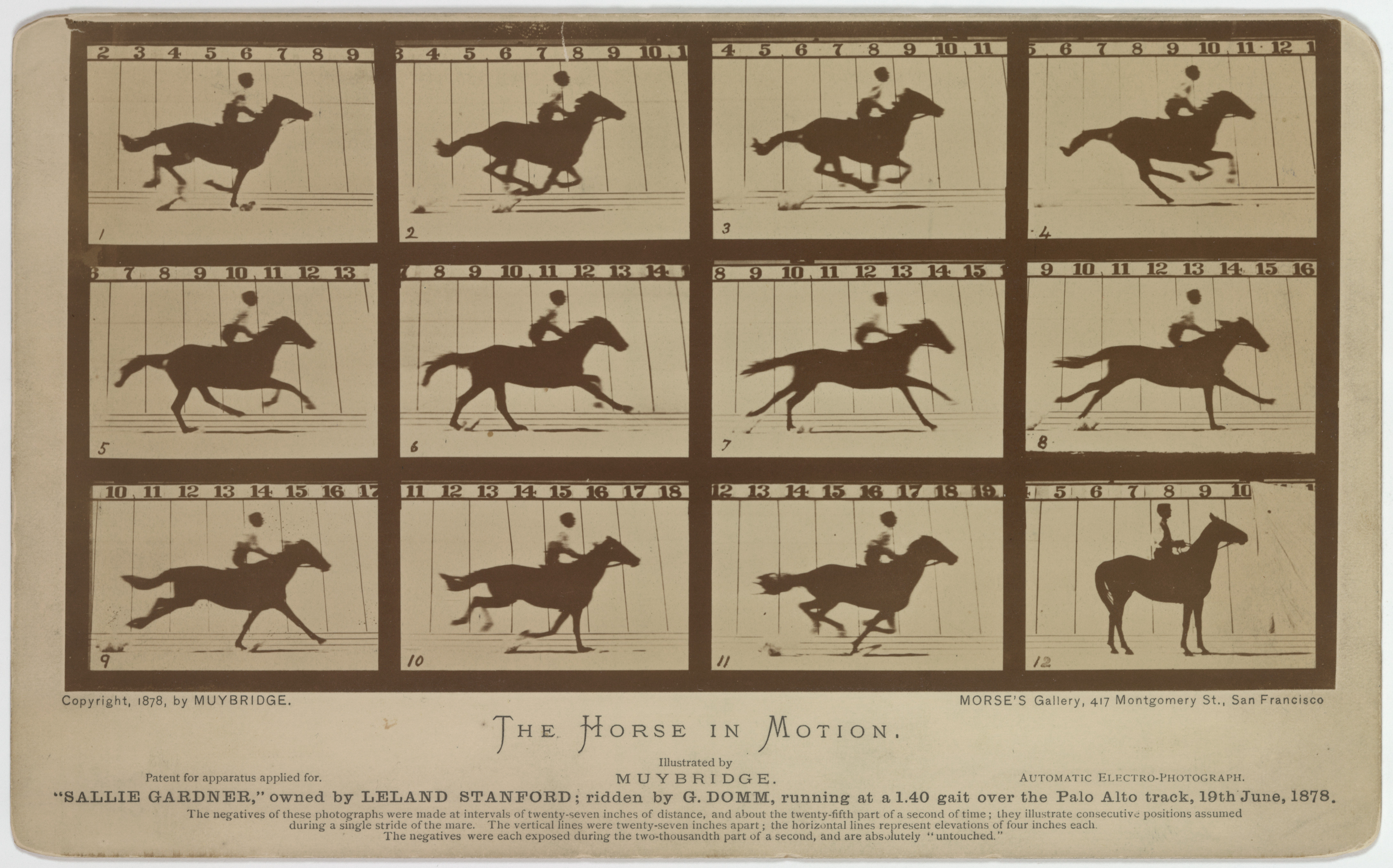
"Sallie Gardner," owned by Leland Stanford; ridden by G. Domm, running at a 1.40 gait over the Palo Alto track, 19th June, 1878（1878年のカード。オリジナルのネガから作成した「無修正」版）

『動く馬』（うごくうま、The Horse in Motion）は、エドワード・マイブリッジが撮影した一連の写真のセットで、疾走する馬の動きを撮影した、6枚から12枚の「自動電子写真」が連続して表示されているカードが6枚含まれている。これらの写真は、マイブリッジが1878年6月に撮影したものである。このほか、1877年に馬の高速走行を撮影した1枚の写真がある。
この写真は、クロノフォトグラフィーの最初の例となった。クロノフォトグラフィーとは、
時間の経過を写真で記録する初期の手法で、主に科学的研究のために運動の様子を記録するのに使われた。これが後に映画へと発展することになる。
マイブリッジの作品は、実業家で元カリフォルニア州知事のリーランド・スタンフォードの依頼により撮影されたものである。スタンフォードは、馬の歩様の分析に興味を持っていた。

## セットを構成するカード

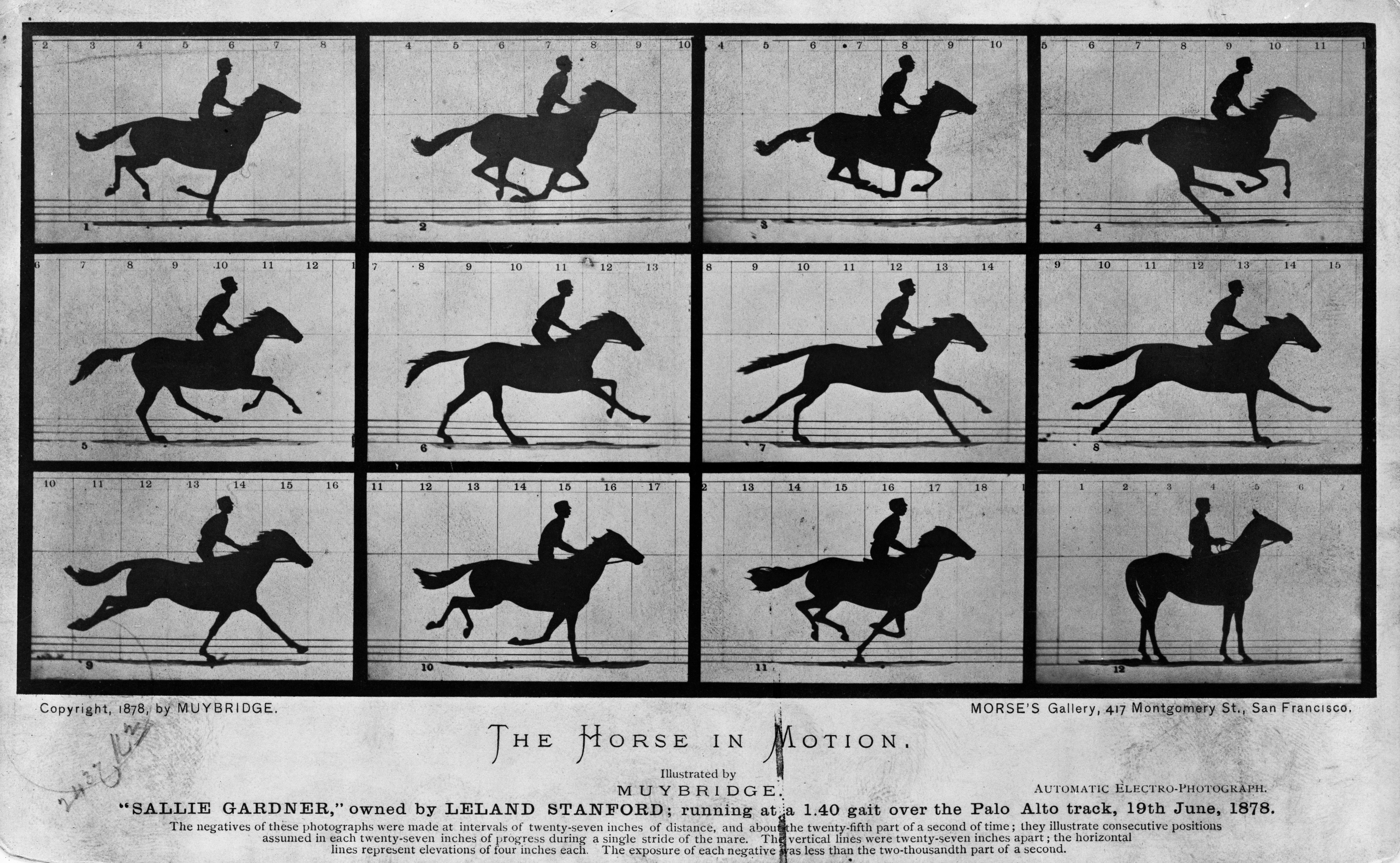
Card with "Sallie Gardner" in an altered 1879 edition

このカードは、サンフランシスコのモースのギャラリーから出版され、1878年にマイブリッジが著作権を取得した。
| タイトル | フレーム数 | プレート番号 |
| --- | ---------- | ------------ |
| "Abe Edgington," owned by Leland Stanford; driven by C. Martin, trotting at a 2:24 gait over the Palo Alto track, 15th June 1878. リーランド・スタンフォード所有の「エイブ・エジントン」。C・マーティンが騎乗し、パロアルト競馬場を2分24秒で速歩。1878年6月15日      | 12         | 34           |
| "Abe Edgington," owned by Leland Stanford; trotting at an 8-minute gait over the Palo Alto track, 18th June 1878. リーランド・スタンフォード所有の「エイブ・エジントン」。パロアルト競馬場で8分間速歩。1878年6月18日                                                 | 8          | 28           |
| "Abe Edgington," owned by Leland Stanford; driven by C. Martin, walking at a 15-minute gait over the Palo Alto track, 18th June 1878. リーランド・スタンフォード所有の「エイブ・エジントン」。C・マーティンが騎乗し、パロアルト競馬場を15分かけて常歩。1878年6月18日 | 8          | 8            |
| "Mahomet," owned by Leland Stanford; ridden by G. Domm, cantering at an 8-minute gait over the Palo Alto track, 17th June 1878. リーランド・スタンフォード所有の「マホメット」。G・ドムが騎乗し、パロアルト競馬場を8分台の速さで駈歩。1878年6月17日                  | 6          | 16           |
| "Sallie Gardner," owned by Leland Stanford; ridden by G. Domm, running at a 1:40 gait over the Palo Alto track, 19th June 1878. リーランド・スタンフォード所有の「サリー・ガードナー」。G・ドムが騎乗し、パロアルト競馬場を1分40秒で走行。1878年6月19日              | 12         | 43           |
| "Occident," owned by Leland Stanford; driven by C. Martin, trotting at a 2:20 gait over the Palo Alto track, 20th June 1878. リーランド・スタンフォード所有の「オクシデント」。C・マーティンが騎乗し、パロアルト競馬場を2分20秒で速歩。1878年6月20日                 | 12         | 35           |
| "Occident," owned by Leland Stanford; trotting at a 2:30 gait over the Sacramento track, in July, 1877. リーランド・スタンフォード所有の「オクシデント」。サクラメント競馬場を2分30秒で速歩。1877年7月                                                               | 1          | -            |

（プレート番号は、1881年に出版されたマイブリッジの『The Attitudes of Animals in Motion』に掲載されたもの。）
このカードにはいくつかの版があり、中には顕著な違いがあるものもある。
2分24秒の「エイブ・エジントン」の別のバージョンでは、タイトルが"The Horse in Motion"ではなく"The Stride of a Trotting Horse"（速歩する馬のストライド）、日付が「1878年6月14日」ではなく「1878年6月11日」、場所が「パロアルト競馬場」ではなく「メンローパークのスタンフォード氏の競馬場」となっている。
1879年版の「サリー・ガードナー」のカードは、元の位置を維持するように注意しながら、画像がよりはっきりとした輪郭に変更されている。裏面には、スタンフォードの指示による牝馬の足の動きの図が掲載されている。
このカードは、ドイツ語版では"Das Pferd in Bewegung"（動く馬）、フランス語版では"Les Allures du Cheval"（馬の歩様）として発売された。

## 撮影
リーランド・スタンフォードは大規模な農場を持ち、2輪の馬車を曳かせる繋駕速歩競走に使用するスタンダードブレッドと、騎手が乗ってギャロップで走らせるサラブレッドの両方を飼育し、調教していた。彼はそれぞれの種類の馬のパフォーマンスを向上させることに興味を持っていた。
スタンフォードは、芸術や科学にも興味を持っていた。その中で、馬の運動に関する自分の考えや観察を肯定する説明を探していたが、このテーマが明確になっていないことに不満を感じていた。数年後、彼はこう説明している。「私は長い間、急速な動きをする馬の脚の相対的な位置について、受け入れられている理論は誤りであると考えていました。そして、その事実を証明するために、カメラを利用して、歩幅の各瞬間における四肢の実際の位置を瞬時に写真で示すことができるのではないかと考えました」

### 1873年
1873年、スタンフォードは、お気に入りのトロッター「オクシデント」の動きを撮影してほしいと、マイブリッジに依頼した。当初、マイブリッジは、動いている馬をうまく撮影することは不可能だと考えていた。彼は、ロンドンやパリで撮影された瞬間写真の例をいくつか知っていたが、それは、被写体がカメラに向かって移動する速度が人間の普通の歩き方と変わらないという、非常に現実的な条件で撮影されたものだった。マイブリッジは、カメラの前を通り過ぎる馬を記録するには、まだ写真技術が十分に進歩していないと説明した。しかし、スタンフォードがどうしてもと言うので、マイブリッジは挑戦することにした。
最初の実験は数日かけて行われた。明るい背景を作るために白いシーツを集め、オクシデントがその前をたじろがないで歩けるように訓練した。さらに、脚がはっきり見えるように地面に敷くシートを集め、その上を歩くように訓練した。マイブリッジは、開口部1/8インチのバネで作動するシャッターシステムを開発し、最終的にシャッタースピードを1/500秒まで短縮することに成功した。しかし、結果的には馬の影が濃くてボケた写真になってしまった。マイブリッジはこの結果に満足していなかったが、スタンフォードは、写真に霧のように写っている馬の脚の輪郭を注意深く観察し、非常に熱心に反応した。スタンフォードは「画質的には成功していない」と認めたものの、この写真は彼の理論を証明するには十分だった。それまでの描写や説明は、ほとんどが間違っていたのである。スタンフォードは、この結果を公表するつもりはなかったと後に言っているが、地元のマスコミには知らされ、『デイリー・アルタ・カリフォルニア』紙では「写真の勝利」と称された。写真自体は未発表のままで、存在は確認されていない。

### 1877年

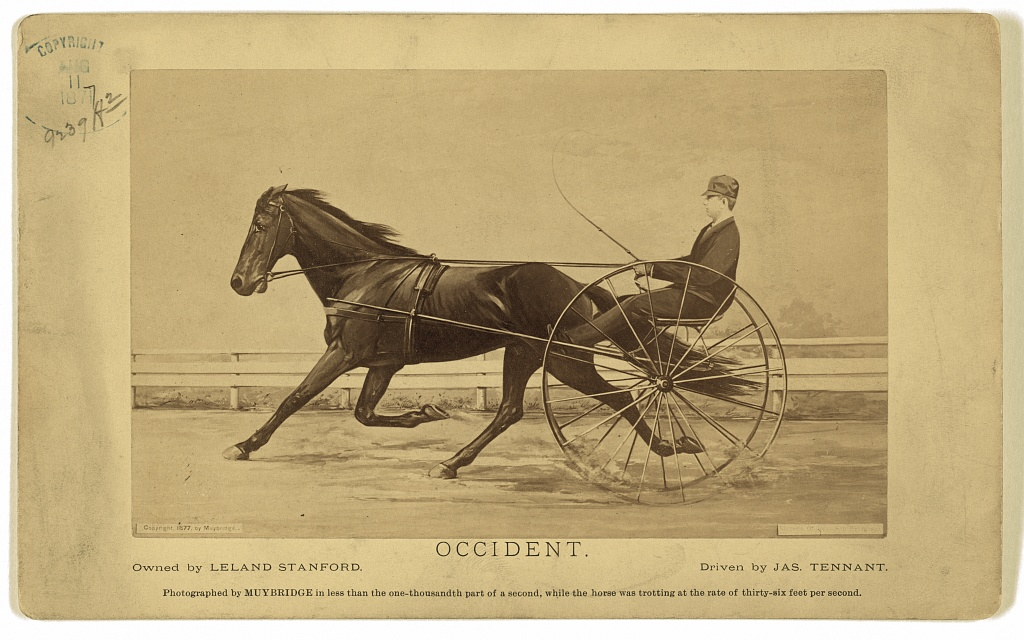
Occident. Owned by Leland Stanford. Driven by Jas. Tennant. (1877 cabinet card)

その後の数年間、マイブリッジは他のプロジェクトで忙しく、しばしば遠方に出かけたり、妻の愛人を殺害したことに対する裁判に出廷したりしていた。正当防衛として無罪になった後、9か月間中米を旅していた。やがてカリフォルニアに戻り、スタンフォードと組んで、「オクシデント」が全速力で走る様子をカメラで撮影するという新たな試みを行った。
1877年7月、マイブリッジはカリフォルニア州サクラメントのユニオンパーク競馬場で、レーススピードで疾走する「オクシデント」の歩様の連続写真を何度か撮影した。その写真には、4本の脚が地面から離れている状態の馬の姿が収められていた。そのうちの1枚がカリフォルニアの地元新聞の記者に送られたが、ネガフィルムにレタッチが施されていることが判明したため、記者はこれを却下したという。この写真は、第12回サンフランシスコ産業博覧会で賞を受賞した。

### 1878年
スタンフォードは、マイブリッジの次のプロジェクトに資金を提供した。それは、パロアルトにあるスタンフォードの農場で、ギャロップ中のサラブレッドを複数のカメラで撮影するというものだった。1878年6月15日、報道陣が見守る中、マイブリッジは、スタンフォードが飼っているケンタッキー種の牝馬「サリー・ガードナー」の走りを撮影した。

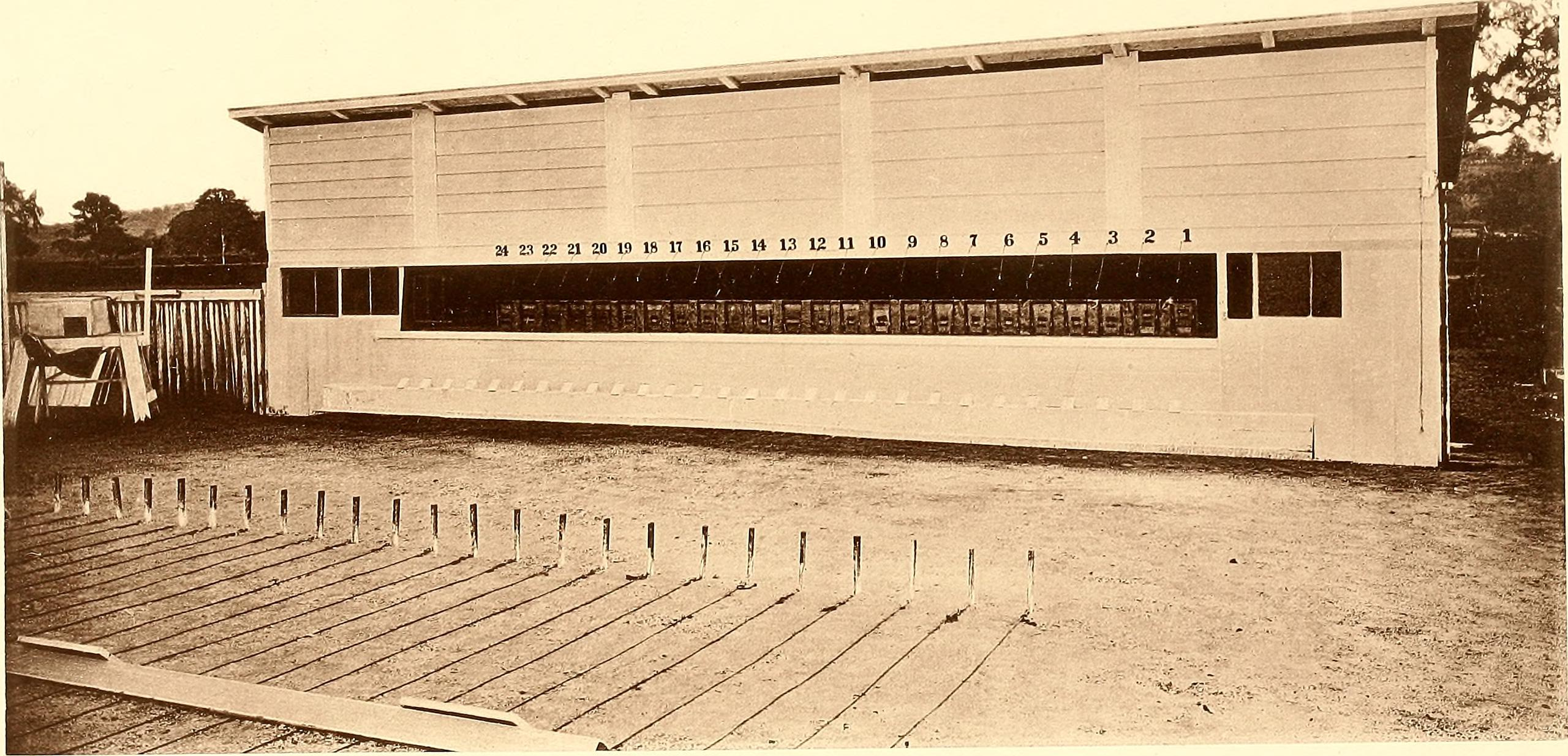
スティルマンのThe Horse in Motionより、24台のカメラを配置したマイブリッジの瞬間撮影用プレートCVI

マイブリッジは、馬が走る方向と平行に、24台のカメラを27インチ（69センチメートル）間隔で配置した。走路に垂直にワイヤーがカメラと同じ間隔で張られており、それに馬の脚が触れることで、その横の位置にあるカメラのシャッターが切られるようになっていた。馬が走る速度から、写真は25分の1秒間隔で連続して撮影され、シャッター速度は1/2000秒以下と計算された。騎乗したドムは、1マイル（約1600メートル）のコースを1分40秒（時速58キロメートル、秒速16メートル）で馬を走らせた。マイブリッジはその場でネガを作成したが、そのネガに写っていた馬の鞍の金具の壊れ方が実際のものと同じであることから、報道関係者はこのプリントが本物であることを確信した。写真には、疾走中の馬の4本の脚が全て地面から離れている所が写っていた。
「馬が走るときには全ての脚が地面から離れている」という研究結果に対して、スタンフォードが賭けをしていたという噂があるが、歴史学者のフィリップ・プロジャーは、「私は個人的に、この賭けの話は偽りだと思っている。この賭けが行われたという一次資料は存在しない。すべては伝聞と二次情報である」と述べている。

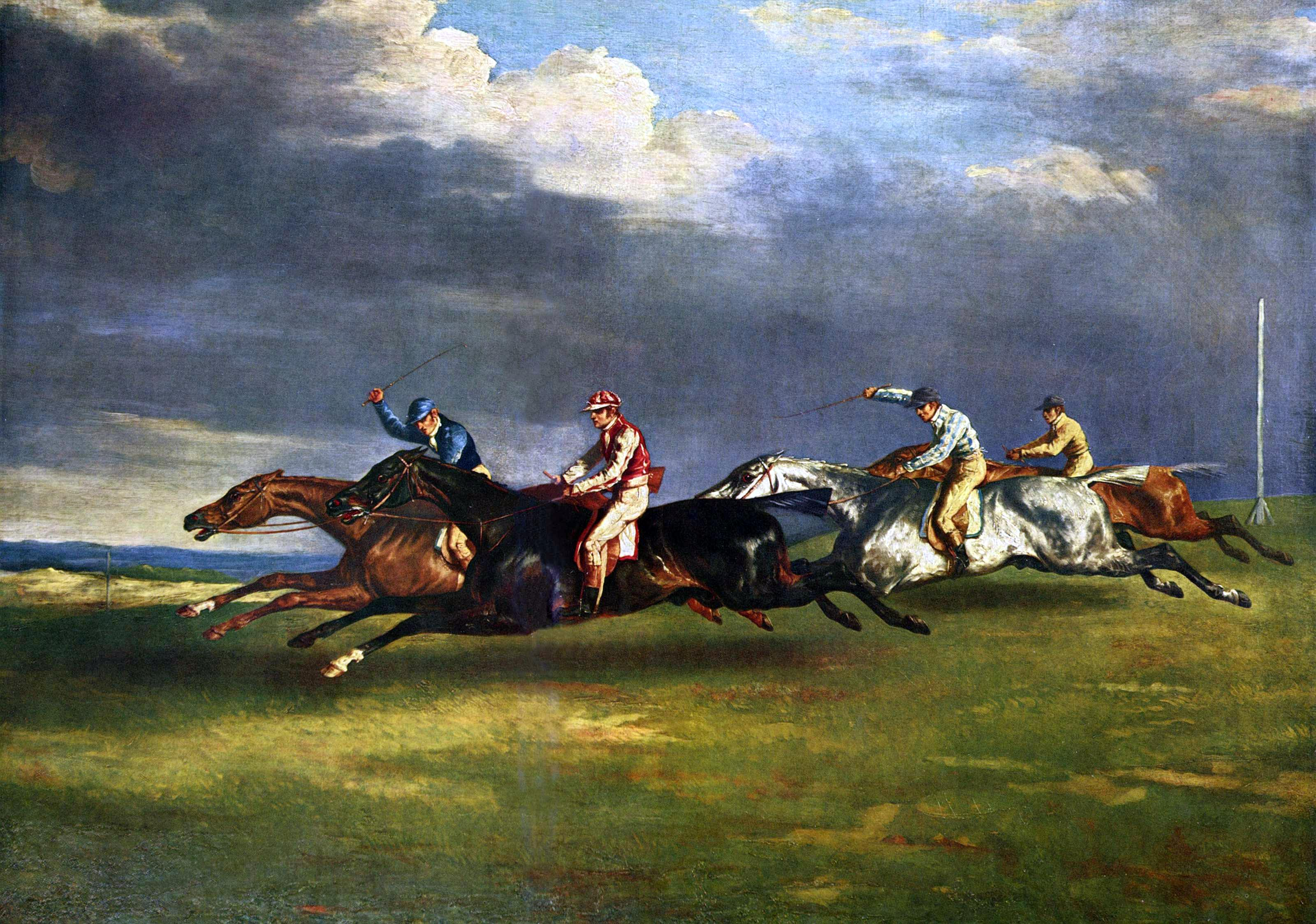
テオドール・ジェリコー「エプソムの競馬」

写真を見ると、確かに4本の脚が同時に地面から離れていることがあり、それは、古い絵画で時々描かれているような前脚と後脚が「伸びている」ときではなく、脚が体の下に「集まっている」ときに起きていることがわかる。

## その後
このカードのうち2枚の画像は、『サイエンティフィック・アメリカン』誌の1878年10月19日号の表紙を飾った。

レタッチされた「サリー・ガードナー」の写真を元に作成したアニメーション

1887年に出版されたマイブリッジの『Animal Locomotion』に掲載されているプレート626を使用した、別の馬「アニーG」が疾走する様子のアニメーション（2006年作成）

1880年、マイブリッジはカリフォルニア美術学校での発表の際に、記録した映像をズープラクシスコープを使って動く絵で映し出した。これが世界初の映画上映だった。その後、彼は蓄音機を発明したばかりのトーマス・エジソンと出会った。エジソンはその後、映画用カメラの前身となるキネトスコープを発明した。
1882年、マイブリッジとスタンフォードの関係がこじれた。スタンフォードは、友人のJ.D.B.スティルマンが執筆した『The Horse in Motion: as Shown by Instantaneous Photography』という本を委託され、オスグッド社から出版された。この本には、「瞬間写真使用」と謳っていながら、マイブリッジの写真を元にした100枚のイラストが掲載されていた。この本には、マイブリッジが書いた報告に基づく技術的な付録がついていたが、スタンフォードが雇った者の名前は書かれているのに、マイブリッジの名前は記載されなかった。その結果、マイブリッジが動物の動きを撮影した写真をさらに研究するための資金援助を申し出ていたイギリスの王立技芸協会は、その資金援助を取りやめた。マイブリッジはスタンフォードを相手に裁判を起こしたが、マイブリッジの功績は認められなかった。
マイブリッジはペンシルバニア大学の支援を得て、2年間研究した。ペンシルバニア大学は、1872年から1885年にかけて、マイブリッジの現在と過去の作品を780枚のコロタイププレートで構成された大規模なポートフォリオとしてAnimal Locomotion: An Electro-photographic Investigation of Consecutive Phases of Animal Movementsを発表した。コロタイププレートは19×24インチで、36×36インチのフレームに収められており、使用された写真は約2万枚である。掲載されているのは、動いている男女の写真514枚、正常ではない動きの男女の写真27枚、子供の写真16枚、成人男性の手の動きの写真5枚、動物の写真221枚である。
『動く馬』は、『ライフ』誌による「世界を変えた100枚の写真」の1枚に選ばれた。
2012年4月9日、マイブリッジの生誕182周年を記念したGoogle doodleに、"Animal Locomotion"の馬のプレートのアニメーションが使用された。